# Granica faz
Granica faz, powierzchnia międzyfazowa, granica międzyfazowa – granica między fazami układu dwufazowego (ciecz–ciało stałe, ciecz–gaz, ciało stałe–gaz, ciało stałe–ciało stałe, dwie ciecze niemieszające się), na której następuje szybka zmiana fizykochemicznych właściwości układu (często określana jako skokowa). 

## Wewnętrzne granice faz w stopach metali
Gdy obie sąsiadujące fazy są ciałami krystalicznymi (na przykład fazy w stopach metali, tworzące ich strukturę) wyróżnia się typy wewnętrznych  granic o różnej koincydencji (zgodności położenia atomów) obu sieci krystalicznych:

Przykłady koherentnych i półkoherentnych granic międzyfazowych

- granice koherentne – zgodność położenia wszystkich węzłów obu sieci
- granice półkoherentne (semikoherentne) – część węzłów wspólnych (duża liczba defektów sieci krystalicznych w okolicy ich spojenia)
- granice niekoherentne – węzły granicy faz znacznie przemieszczone względem położeń charakteryzujących obie sieci (zerwanie spójności, konsekwencją jest największe umocnienie metalu)

Granice koherentne lub semikoherentne występują na przykład między siecią przesyconego roztworu stałego węgla w sieci γ-Fe (austenit szczątkowy) a martenzytem, powstającym w czasie hartowania stali. 
Wzrost liczby wewnętrznych naprężeń sieci w otoczeniu granic międzyfazowych powoduje spadek plastyczności metalu. Zmniejsza też odporność na korozję elektrochemiczną, ponieważ zdefektowane granice faz mają mniejszy potencjał niż ich uporządkowane wnętrze (są anodami ogniw korozji międzykrystalicznej). 

## Inne granice faz (przykłady)
Wiedza na temat powierzchni międzyfazowych ciało stałe–ciecz, ciało stałe–gaz, ciecz–ciecz, ciecz–gaz wchodzi w zakres termodynamiki i kinetyki przemian fazowych. Stanowi teoretyczną podstawę adsorpcji, absorpcji, krystalizacji, destylacji (parowania i skraplania), ekstrakcji. Procesy te prowadzą  do ustalenia się stanu równowagi dynamicznej między graniczącymi fazami. Występują między nimi warstwy amorficzne, na przykład fazy o pośrednich wartościach stężenia składników graniczących faz. 

### Granice ciało stałe–gaz i ciało stałe–ciecz

Granica (b) między powierzchnią ciała stałego (a) i wieloskładnikowym gazem (c). Granica jest rozmyta przez procesy adsorpcji i desorpcji (równowaga dynamiczna). Niekiedy te procesy obejmują również część powierzchniową fazy stałej (powstają roztwory stałe).

Graniczne warstwy przejściowe o różnej grubości powstają między powierzchnią ciał stałych i cieczą lub gazem w układach, w których zachodzą na przykład:
- przemiany fazowe (np. w czasie powstawania zarodków krystalizacji obszar przejściowy obejmuje przypowierzchniową warstewkę cieczy i zewnętrzną warstwę rosnącego kryształu)
- procesy wymiany masy między fazami, między innymi dyfuzja, adsorpcja, absorpcja (np. w przypadku procesu adsorpcji z cieczy na powierzchni ciała stałego stężenia składników w ciekłej „fazie objętościowej” są inne niż w fazie powierzchniowej – większe lub mniejsze – co wyraża się przez dodatni lub ujemny „nadmiar powierzchniowy”; grubość fazy powierzchniowej odpowiada często kilku średnicom cząsteczek adsorbatu).

### Granice ciecz–ciecz i ciecz–gaz

Faza powierzchniowa ciecz–ciecz (schemat)

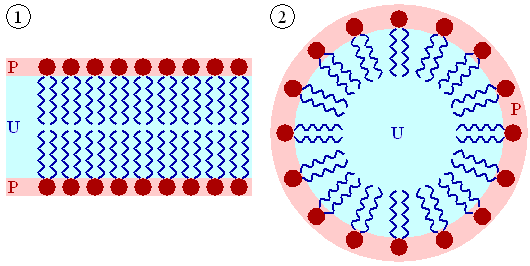
Schemat dwuwarstwy lipidowej i miceli

Budowa liposomu

Schemat podwójnej warstwy elektrycznej

Granice ciecz–ciecz i ciecz–gaz występują w układach, w których zachodzą na przykład:
- parowanie i skraplanie
- absorpcja i desorpcja
- powstawanie warstw  niemieszających się cieczy lub emulsji

Charakterystycznym przykładem fazy powierzchniowej jest warstwa cieczy, znajdująca się między dwoma ciekłym fazami objętościowymi o różnych właściwościach, np. określonych wartościach stężeń składników. W fazie powierzchniowej stężenia tych składników monotonicznie rosną lub maleją w miarę przemieszczania się punktu od fazy pierwszej do drugiej (amorfizm).
Najważniejszą rolę w biologii, odgrywają bardziej ostre granice między roztworami (np. cytoplazma, płyn zewnątrzkomórkowy, błona komórkowa). Powstawanie i trwałość granic między roztworami wodnymi i cieczami niepolarnymi (np. tłuszcze) jest często związana z obecnością związków o właściwościach amfifilowych, między innymi fosfolipidów lub glikolipidów. Takie związki samorzutnie gromadzą się na powierzchni roztworów wodnych, tworząc uporządkowane warstwy, w których są skierowane grupą hydrofilową w kierunku wody. Mechaniczne wstrząsanie może wówczas prowadzić do utworzenia liposomów, zbudowanych analogicznie do błony komórkowej wszystkich organizmów żywych. Analogiczne zjawiska umożliwiają stabilizację emulsji.  
W niektórych układach ciecz–ciecz trwałość koloidów jest związana z powstawaniem na granicy faz podwójnej warstwy elektrycznej (np. koloidy liofobowe, mleko). Takie warstwy powstają również w procesie polaryzacji błony komórkowej neuronów.   
Międzyfazowe warstwy graniczne o charakterystycznym, amorficznym rozkładzie ładunków elektrycznych (jonów) powstają również na powierzchni znajdujących się w elektrolicie cząstek stałych lub pęcherzyków gazu.